# Класифікація мінералів Нікеля — Штрунца
Класифікація мінералів Нікеля — Штрунца — схема класифікації мінералів за їх хімічним складом, яку ввів німецький мінералог Карл Гуго Штрунц у своїй праці «Мінералогічні таблиці» (нім. «Mineralogische Tabellen») 1941 року. 4-е та 5-е видання також редагувала Крістель Теннісон (1966). За ними представив модифіковану класифікацію О. С. Поваренних (1966 — російською мовою, 1972 — англійською).
Як куратору Мінералогічного музею Університету Фрідріха-Вільгельма (нині знаний як Берлінський університет імені Гумбольдта), Штрунцу було доручено сортувати геологічну колекцію музею за кристалохімічними властивостями. Його книга «Мінералогічні таблиці» пройшла через ряд змін; останнє видання, дев'яте, опубліковане 2001 року, видане у співавторстві з Ернестом Г. Нікелем. IMA/CNMNC підтримує базу даних Нікеля — Штрунца.

## Класифікації

### Мінеральні класи Нікеля— Штрунца
Чинна схема (10 видання) поділяє мінерали на десять класів, які, в свою чергу, поділяються на відділи, сімейства та групи за хімічним складом та кристалічною структурою.
01 — Самородні елементи
01.A — метали та інтерметалічні сполуки
01.B — карбіди, силіциди, нітриди і фосфіди металів
01.C — металоїди і неметали
01.D — карбіди і нітриди неметалів
01.X — елементи, некласифіковані Штрунцем
02 — Сульфіди і сульфосолі
02.A — прості сульфіди, селеніди тощо
02.B — сульфіди металів, Метал: Сірка > 1:1 (здебільшого 2:1)
02.C — сульфіди металів, М:С = 1:1 (і подібні)
02.D — сульфіди металів, М:С = 3:4 та 2:3
02.E — сульфіди металів, М:С = 1:2
02.F — сульфіди миш'яку, лужних металів; сульфіди з галогенідами, оксидами, гідроксидами, H2O
02.G — сульфоарсеніти, сульфоантимоніти, сульфобісмутити
02.H — сульфосолі архетипу SnS
02.J — сульфосолі архетипу PbS
02.K — сульфоарсенати, сульфоантимонати
02.L — некласифіковані сульфосолі
02.M — оксисульфосолі
03 — Галогеніди
03.A — прості галогеніди, без H2O
03.B — прості галогеніди, з H2O
03.C — комплексні галогеніди
03.D — оксогалогеніди, гідроксигалогеніди і відповідні подвійні галогеніди
04 — Оксиди і гідроксиди
04.A — Метал: Оксиген = 2:1 та 1:1
04.B — M:O = 3:4 і подібні
04.C — M:O = 2:3 та 3:5 і подібні
04.D — M:O = 1:2 і подібні
04.E — M:O = < 1:2
04.F — гідроксиди (без V або U)
04.G — ураніл-гідроксиди
04.H (видання 5, 6) — ванадати
04.J  — арсеніти, антимоніти, бісмутити, сульфіти, селеніти, телурити; йодати
04.K — йодати: здебільшого тригональні {\displaystyle {\ce {[IO3]}}} піраміди
04.X — оксиди та ін., некласифіковані Штрунцем
05 — Карбонати та нітрати
05.A — карбонати без додаткових аніонів, без H2O
05.B — карбонати з додатковими аніонами, без H2O
05.C — карбонати без додаткових аніонів, з H2O
05.D — карбонати з додатковими аніонами, з H2O
05.E — уранілкарбонати
05.F — нітрати
05.X — карбонати та нітрати, некласифіковані Штрунцем
06 — Борати
06.A — моноборати
06.B — диборати
06.C — триборати
06.D — тетраборати
06.E — пентаборати
06.F — гексаборати
06.G — гептаборати та інші мегаборати
06.H — некласифіковані борати
07 — Сульфати, селенати і телурати
07.A — сульфати (селенати та ін.) без додаткових аніонів, без H2O
07.B — сульфати (селенати та ін.) з додатковими аніонами, без H2O
07.C — сульфати (селенати та ін.) без додаткових аніонів, з H2O
07.D — сульфати (селенати та ін.) з додатковими аніонами, з H2O
07.E — ураніл-сульфати
07.F — хромати
07.G — молібдати, вольфрамати та ніобати
07.H — уран- та ураніл-молібдати та вольфрамати
07.J — тіосульфати
07.X — сульфати (селенати та ін.), некласифіковані Штрунцем
08 — Фосфати, арсенати та ванадати
08.A — фосфати та ін. без додаткових аніонів, без H2O
08.B — фосфати та ін. з додатковими аніонами, без H2O
08.C — фосфати та ін. без додаткових аніонів, з H2O
08.D — фосфати та ін. з додатковими аніонами, з H2O
08.E — ураніл-фосфати та арсенати
08.F — поліфосфати, поліарсенати, {\displaystyle {\ce {[4]}}}-поліванадати
08.X — фосфати та ін., некласифіковані Штрунцем
09 — Силікати
09. — силікати, некласифковані Штрунцем
09.A — незосилікати
09.B — соросилікати
09.C — циклосилікати
09.D — іносилікати
09.E — філосилікати
09.F — тектосилікати без цеолітної H2O
09.G — тектосилікати з цеолітною H2O; сімейство цеолітів
09.H — некласифіковані силікати
09.J — германати
10 — Органічні сполуки
10.A — солі органічних кислот
10.B — вуглеводні
10.C — інші органічні мінерали

### Мінеральні класи IMA/CNMNC
IMA/CNMNC запропонувала нову ієрархічну схему (Mills та ін., 2009), використовуючи класи Нікеля — Штрунца (10 видання).
На найвищому рівні цієї класифікації мінеральні види класифікуються в першу чергу за основним аніоном (O2−, S2− і т. д.), аніонним комплексом (OH−, SO2−
4, CO2−
2, PO3−
4, BxOZ−
y, SixOZ−
y і т. д.) або за відсутністю аніона (самородні елементи) в класи. Найбільш поширеними мінеральними класами є: самородні елементи, сульфіди, сульфосолі, галогеніди, оксиди, гідроксиди, арсеніти (з антимонітами, бісмутитами, сульфітами, селенітами і телуритами включно), карбонати, нітрати, борати, сульфати, хромати, молібдати, вольфрамати, фосфати, арсенати, ванадати, силікати і органічні сполуки.
Мінеральні підкласи застосовуються до класів боратів та силікатів, де конфігурація і зв'язки тетраедрів використовуються для групування структурно подібних мінералів. Підкласами є: незо-, соро-, цикло-, іно-, філо- та тектосилікати(борати). Традиційно борати поділялись на моноборати, диборати, триборати, тетраборати тощо, однак на сьогодні відомо достатньо структурних даних для того, щоб класифікувати борати на базі полімеризації борат-аніонів.

#### Класифікація мінералів-несилікатів
- клас Нікеля — Штрунца 01: самородні елементи
  - клас: самородні елементи
- клас Нікеля — Штрунца 02: сульфіди та сульфосолі
  - клас: сульфіди, селеніди, телуриди; арсеніди, антимоніди, бісмутиди (02.А — 02.F)
  - клас: сульфосолі; сульфоарсеніти, сульфоантимоніти, сульфобісмутити тощо (02.G — 02.М)
- клас Нікеля — Штрунца 03: галогеніди
  - клас: галогеніди
- клас Нікеля — Штрунца 04: оксиди та гідроксиди
  - клас: оксиди (04.А — 04.Е)
  - клас: гідроксиди (04.F — 04.H)
  - клас: арсеніти (антимоніти, бісмутити, сульфіти, селеніти та телурити включно; 04.J — 04.K)
- клас Нікеля — Штрунца 05: карбонати та нітрати
  - клас: карбонати (05.А — 05.Е)
  - клас: нітрати (05.N)
- клас Нікеля — Штрунца 06: борати
  - клас: борати
    - підклас: незоборати (06.ВА, 06.BB, 06.CA, 06.FA, 06.EA, 06.FA)
    - підклас: сороборати
    - підклас: циклоборати
    - підклас: іноборати (06.ВС, 06.CB, 06.DB, 06.EB, 06.FB)
    - підклас: філоборати (06.СС, 06.DC, 06.EC, 06.FC, 06.GB)
    - підклас: тектоборати (06.BD, 06.DD, 06.ED,06.GA — 06.GD)
- клас Нікеля — Штрунца 07: сульфати, селенати, телурати
  - клас: сульфати, селенати, телурати (07.А — 07.E, 07.J)
  - клас: хромати (07.F)
  - клас: молібдати (07.G — 07.H)
  - клас: вольфрамати (07.G — 07.H)
- клас Нікеля — Штрунца 08: фосфати, арсенати, ванадати
  - клас: фосфати (08.A — 08.FD)
  - клас: арсенати (08.A — 08.FD)
  - клас: ванадати (08.FE)
- клас Нікеля — Штрунца 10: органічні сполуки
  - клас: органічні сполуки

#### Класифікація мінералів-силікатів
- клас Нікеля — Штрунца 09: силікати та германати
  - клас: силікати
    - підклас: незосилікати (09.A)
    - підклас: соросилікати (09.B)
    - підклас: циклосилікати (09.C)
    - підклас: іносилікати (09.D)
    - підклас: філосилікати (09.E)
    - підклас: тектосилікати
      - без цеолітної H2O (09.F)
      - з цеолітною H2O; сімейство цеолітів (09.G)

    - підклас: германати (09.J)

## Перелік літератури
- Strunz, Hugo (1941). Mineralogische tabellen [Мінералогічні таблиці] (німецькою мовою)  (вид. перше). Akademische Verlagsgesellschaft Becker & Erler Kom.-Ges. с. 287.
- Strunz, Hugo (1949). Mineralogische Tabellen: eine Klassifizierung der Mineralien auf kristallchemischer Grundlage ; mit einer Einführung in die Kristallchemie [Мінералогічні таблиці: класифікація мінералів на кристалохімічній основі; із вступом у кристалохімію] (німецькою мовою)  (вид. друге). Geest & Portig. с. 308.
- Strunz, Hugo; Nickel, Ernest H. (2001). Strunz Mineralogical Tables: Chemical-structural Mineral Classification System (англійською мовою)  (вид. дев'яте). PAGE & TURNER. с. 870. ISBN 9783510651887.
- Mills, Stuart J.; Hatert, Frédéric; Nickel, Ernest H.; Ferraris, Giovanni (2009). The standardisation of mineral group hierarchies: application to recent nomenclature proposals (PDF). Eur. J. Mineral. 21 (5): 1073—1080. doi:10.1127/0935-1221/2009/0021-1994. Архів оригіналу (PDF) за 17 лютого 2011.